# Capanda flygplats
Capanda flygplats är en flygplats i Angola.   Den ligger i provinsen Malanje, i den nordvästra delen av landet, 260 kilometer öster om huvudstaden Luanda. Capanda flygplats ligger 1 024 meter över havet.
Terrängen runt Capanda flygplats är platt norrut, men söderut är den kuperad. Runt Capanda flygplats är det glesbefolkat, med 17 invånare per kvadratkilometer..
I omgivningarna runt Capanda flygplats växer huvudsakligen savannskog.